# سوق القماش

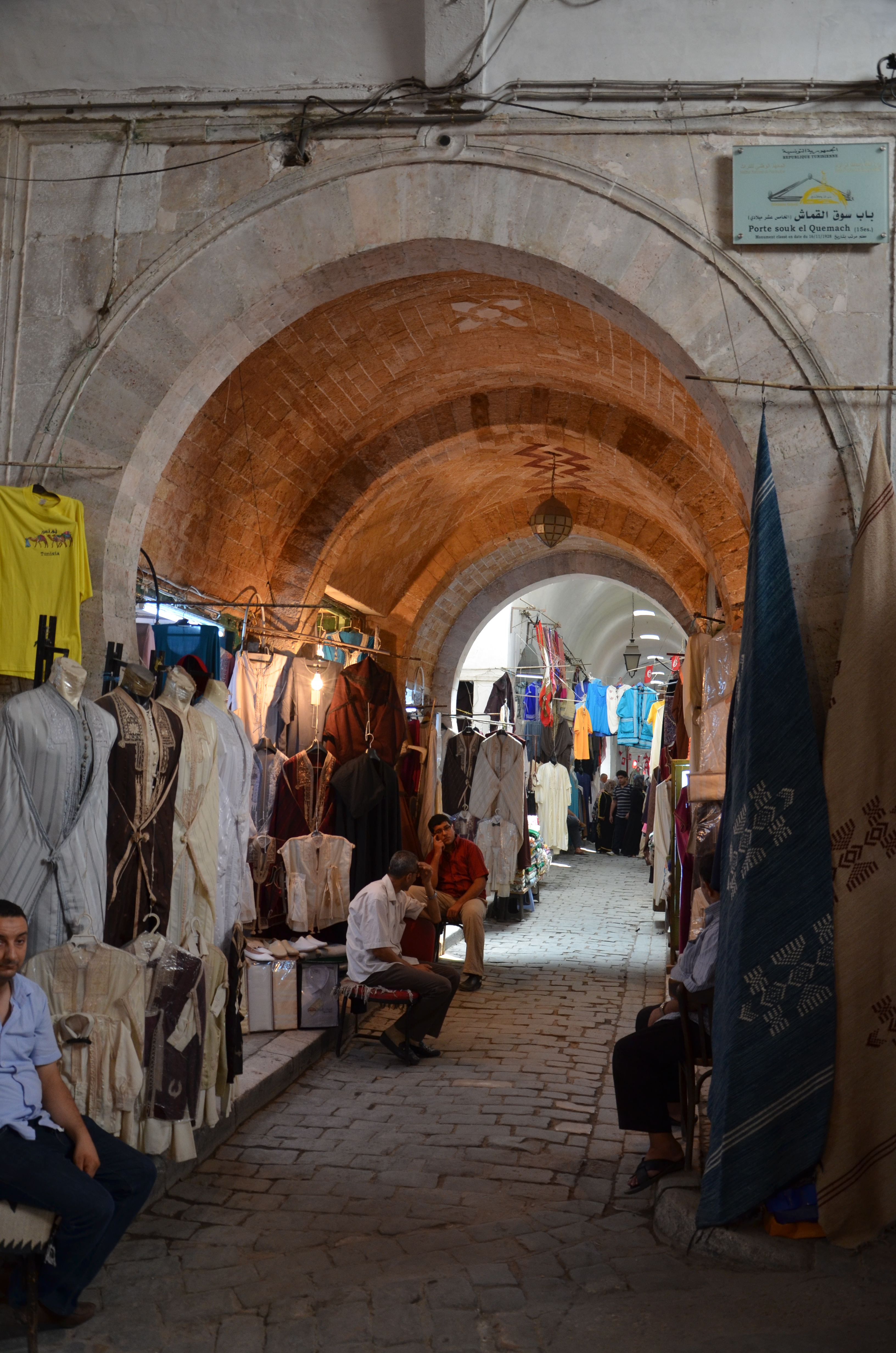

سوق القماش هي إحدى أسواق مدينة تونس. كانت سوق القماش مشهورة بتجارة القماش المحلي والمستورد خاصة من الهند كقماش القرماسود والحرير أما اليوم فإنها سوق لتجارة منتوجات الصناعات التقليدية (أغطية، زرابي، مرقوم...)

## تاريخها
يغلب على الاعتقاد أن هذه السوق قد أعيد بناؤها في القرن التاسع هجري الموافق للقرن الخامس عشر ميلادي من قبل السلطان الحفصي أبو عمر عثمان خلفا لسوق أخرى هي سوق الرمادين.

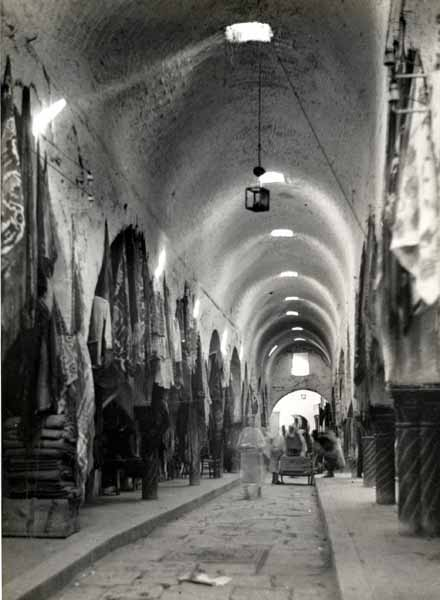

تقع هذه السوق بالممر الرئيسي الذي يصل بين ضاحيتي باب سويقة وباب الجزيرة غربي جامع الزيتونة.
يمكن الدخول إلى هذه السوق عبر بابين هما : باب سوق القماش للقادم من سوق العطارين و تمتاز بأعمدة ذات طابع إسباني مغاربي و نقش عليها : «الله كاف من توكل عليه»

## وصف السوق
تتكون السوق من ثلاثة أروقة تفصلها مجموعتان من الأعمدة. الرواق الأوسط مخصص للتنقل داخل السوق في حين خصصت الأروقة الجانبية للمتاجر.
تسمح الفتحات في السقف بمرور ضوء الشمس و توفير إنارة طبيعية للسوق و للمحلات قبل استعمال طرق الإنارة الحديثة.
من بين المعالم الموجودة في السوق :
-  الزاوية التي دفن بها العالم ابن عصفور.
- المدرسة المرادية

## وصلات خارجية
- عرض السوق (بلدية تونس)